# Świadkowie Jehowy w Beninie

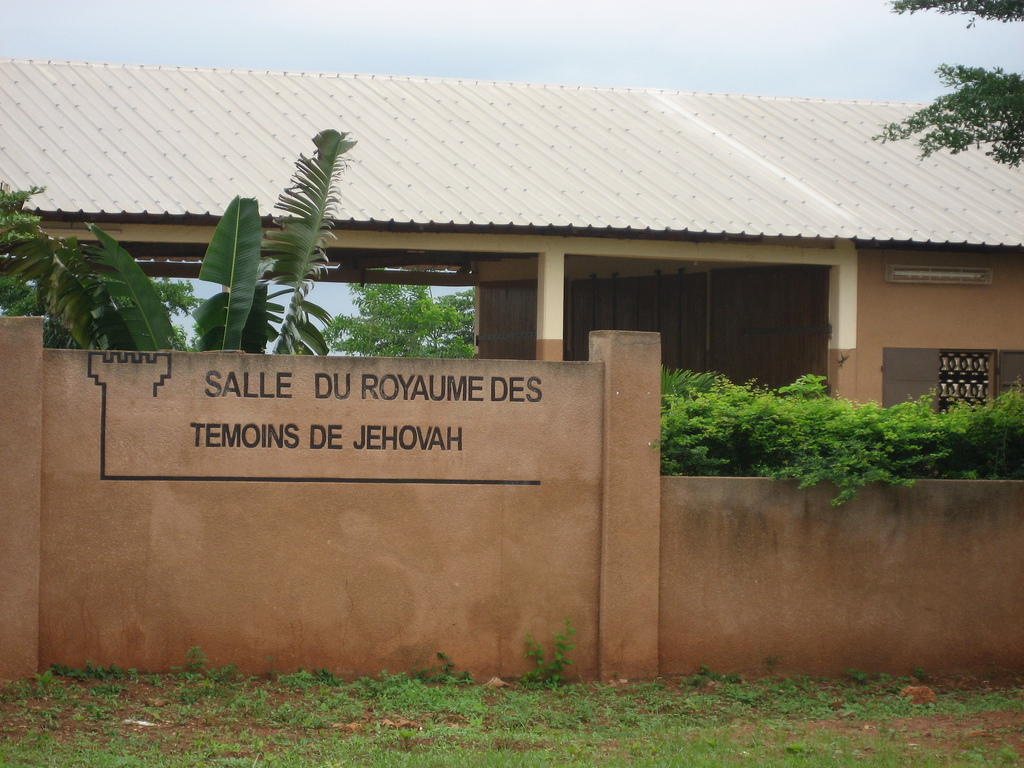
Sala Królestwa w Bohicon

Świadkowie Jehowy w Beninie – społeczność wyznaniowa w Beninie (dawniej Dahomej), należąca do ogólnoświatowej wspólnoty Świadków Jehowy, licząca w 2023 roku 14 838 głosicieli, należących do 260 zborów. Na dorocznej uroczystości Wieczerzy Pańskiej w 2023 roku zgromadziło się 44 735 osób. Działalność miejscowych Świadków Jehowy oraz Świadków Jehowy w Burkinie Faso, Nigrze i Togo koordynuje Biuro Oddziału w Abomey-Calavi. Sale Zgromadzeń znajdują się w miejscowościach: Abomey, Abomey-Calavi, Comé, Djakotomery, Pobé, Porto-Novo i Savé.

## Historia

### Początki i rozwój
W 1929 roku w Dahomeju kilka osób zainteresowało się nową religią. W 1938 do prowadzenia działalności kaznodziejskiej w Porto-Novo skierowano 12 nigeryjskich współwyznawców.
W roku 1948 Nourou Akintoundé, rdzenny mieszkaniec Dahomeju, rozpoczął działalność na rzecz religii, z którą zapoznał się w Nigerii. Zanotowano liczbę 301 głosicieli. Zorganizowano pierwsze większe zgromadzenie w Beninie. Rok później w zgromadzeniu uczestniczyło ponad 1000 osób. W tym samym roku zaczęły się prześladowania ze strony kleru oraz władz, nastąpił początek masowych aresztowań Świadków Jehowy.
W 1951 roku w 7 zborach działało 247 głosicieli – inni wciąż przebywali w więzieniach. W 1955, w zborach rozpoczęto organizowanie kursów czytania i pisania dla analfabetów. 50 nigeryjskich Świadków Jehowy przeprowadziło się do Beninu, by pomagać w rozpowszechnianiu wiedzy z Biblii. Aresztowano 26 głosicieli za głoszenie – na rozprawie było ponad 1600 osób z całego kraju.
W 1958 roku zanotowano liczbę 1426 głosicieli. 3 lutego 1963 przybyli pierwsi misjonarze, absolwenci Biblijnej Szkoły Strażnicy – Gilead – Carroll i Keith Robinsowie. Rok później na kongresie zorganizowanym w Abomey zgromadziły się 1442 osoby.

### Legalizacja
W marcu 1966 roku otworzono w Kotonu Biuro Oddziału i zalegalizowano oficjalnie działalność Świadków Jehowy w Beninie. Trzy lata później oddano do użytku nowe Biuro Oddziału w Kotonu. W grudniu 1970 roku w Kotonu odbył się kongres międzynarodowy pod hasłem „Ludzie dobrej woli”, a w dniach od 19 do 23 grudnia 1973 roku kongres pod hasłem „Boskie zwycięstwo”.

### Zakaz działalności i prześladowania
W 1975 roku aresztowano wielu głosicieli za neutralność (brak poparcia) wobec rewolucji marksistowskiej, przeprowadzanej przez rząd. Rok później wydalono 10 misjonarzy oraz przeprowadzono rewizje w domu misjonarskim i Biurze Oddziału, które zamknięto. 30 kwietnia 1976 roku rząd zakazał działalności Świadków Jehowy i skonfiskował Sale Królestwa. Ponad 600 wyznawców zmuszonych było uciec z kraju m.in. do Nigerii i Togo. Liczba głosicieli wyniosła 2381 osób. W tym samym czasie amerykańska aktorka Teresa Graves w licznych wywiadach telewizyjnych w Stanach Zjednoczonych zwracała uwagę na te prześladowania.

### Zniesienie zakazu i dalszy rozwój
23 stycznia 1990 roku władze anulowały zakaz działalności. Rozpoczęto remontowanie Sal Królestwa, przejętych wcześniej przez rząd. Powrócili misjonarze i niektórzy uchodźcy. W połowie lipca ponownie otworzono Biuro Oddziału. W 1994 roku w kraju działało 2381 głosicieli.
1 stycznia 2000 roku w Abomey-Calavi oddano do użytku nowe budynki Biura Oddziału, Salę Zgromadzeń i dom misjonarski. W 2007 roku liczba Świadków Jehowy w Beninie wyniosła 9332 osoby. Na Pamiątce zebrało się 38 589 osób. Rok później liczba głosicieli osiągnęła 9663. W 2009 roku delegacja benińskich Świadków Jehowy uczestniczyła w kongresie międzynarodowym pod hasłem „Czuwajcie!” w Rzymie. W 2009 roku wydano Chrześcijańskie Pisma Greckie w Przekładzie Nowego Świata (Nowy Testament) w języku gun (do 2015 roku wydrukowano ponad 20 000 egzemplarzy w tym języku, którym posługuje się ponad 10 000 głosicieli). W 2010 roku przekroczono liczbę 10 000 głosicieli, a na uroczystości Wieczerzy Pańskiej (Pamiątce) zebrało się 39 406 osób.
W 2011 roku do kraju przybyli kolejni misjonarze Szkoły Gilead. Zorganizowano pomoc humanitarną dla poszkodowanych przez powódź. W roku 2014 benińska delegacja Świadków Jehowy uczestniczyła w kongresie międzynarodowym pod hasłem „Szukajmy najpierw Królestwa Bożego!” w Nowym Orleanie w Stanach Zjednoczonych.
20 grudnia 2015 roku z udział 16 903 obecnych w Hali Charles de Gaule w Porto-Novo, Gerrit Lösch z Ciała Kierowniczego Świadków Jehowy ogłosił wydanie całego Pisma Świętego w Przekładzie Nowego Świata w języku gun. Program był transmitowany do Świadków Jehowy w Nigerii, którzy posługują się tym językiem.
9 grudnia 2018 roku w Wagadugu ogłoszono wydanie Chrześcijańskich Pism Greckich w Przekładzie Nowego Świata (Nowego Testamentu) w języku moore. 7 kwietnia 2020 roku w związku z pandemią COVID-19 program uroczystości Pamiątki śmierci Jezusa Chrystusa nadały stacje radiowe i telewizyjne. W 2020 roku osiągnięto liczbę 14 360 głosicieli. 29 maja 2022 roku Sylvain Bois z Komitetu Oddziału w Beninie ogłosił wydanie w wersji elektronicznej Biblii — Ewangelii według Mateusza w języku fon. Z nagranego wcześniej programu skorzystało około 7000 osób. Językiem tym posługuje się ponad 4000 głosicieli należących do w 84 zborów i grup tego języka. 26 maja 2024 roku Abdiel Worou z Komitetu Oddziału Afryka Zachodnia ogłosił wydanie Chrześcijańskich Pism Greckich w Przekładzie Nowego Świata (Nowy Testament) w języku fon. W specjalnym programie w Sali Zgromadzeń w Abomey wzięło udział 920 osób, a 6188 odebrało go za pomocą wideokonferencji. 16 sierpnia 2024 roku podczas kongresu regionalnego pod hasłem „Głośmy dobrą nowinę!” w Djakotomey, Bois Sylvain z Komitetu Oddziału Afryka Zachodnia ogłosił wydanie Ewangelii według Mateusza i Ewangelii według Marka w języku aja. Z programy skorzystało 631 obecnych, a w trybie wideokonferencji — kolejnych 435 osób w Sali Zgromadzeń w Abomey-Calavi. W 2024 roku językiem tym posługiwało się  1300 głosicieli w 25 zborach i 1 grupie w Beninie oraz w 12 zborach i 2 grupach w Togo.
Kongresy odbywają się w 7 językach.
Literatura biblijna jest tłumaczona na języki: bariba, diula, dżerma, fon, gun, kabre i moore.
W Abomey znajduje się jeden z 17 ośrodków szkoleń biblijnych na świecie.